# Régiment de spahis auxiliaires algériens
Le  Régiment de spahis auxiliaires algériens (RSAA) est un régiment de cavalerie appartenant à l'armée d'Afrique et dépendant de l'Armée de terre française.
Formé de spahis originaires d'Algérie, pour la plupart fils de familles influentes, il sert durant la Première Guerre mondiale sur le front français entre septembre 1914 et août 1915.

## Création et différentes dénominations
- Août 1914 : création du régiment de spahis auxiliaires algériens

## Chefs de corps
- Colonel du Jonchay (14 octobre 1863, Gannat (Allier) - 14 juillet 1940, Garnat-sur-Engièvre), grand officier de la Légion d'Honneur[1].

## Historique des garnisons, combats et batailles du6erégiment de spahis

### Première Guerre mondiale
Le régiment qui se veut la traduction d'un projet de « corps de cavalerie indigène d'élite  destiné à prendre part aux opérations de l'armée française en Europe » développé par le Colonel du Jonchay, directeur des établissements hippiques d'Algérie et de Tunisie, est créé en août 1914.
Selon Gilbert Meynier, l’objectif du gouverneur général de l'Algérie est de «  transporter en France un assez grand nombre de fils de familles influentes, dont la présence dans l’Armée française sera le garant de la bonne tenue de leurs contribuables en Algérie » et le rôle du régiment est d' « d’une part, de tenir les familles de grandes tentes en faisant de la fleur de leurs rejetons des otages de l’Armée française, d’autre part, de permettre à ces aristocrates dans des chevauchées à la Delacroix, de n’être pas confondus avec la piétaille des tirailleurs. ».
Le corps comprend 10 escadrons de 150 cavaliers chacun et au total environ 1 700 hommes. Les chefs de peloton indigènes au nombre de 43 ont le grade de Lieutenant ou de Sous-Lieutenant. Ils  sont encadrés par 20 officiers métropolitains et deux officiers « indigènes » qui sont le capitaine Khaled, petit-fils de l'émir Abd El-Kader, et le lieutenant Mohamed Ben Si Ahmed Bencherif.

#### 1914

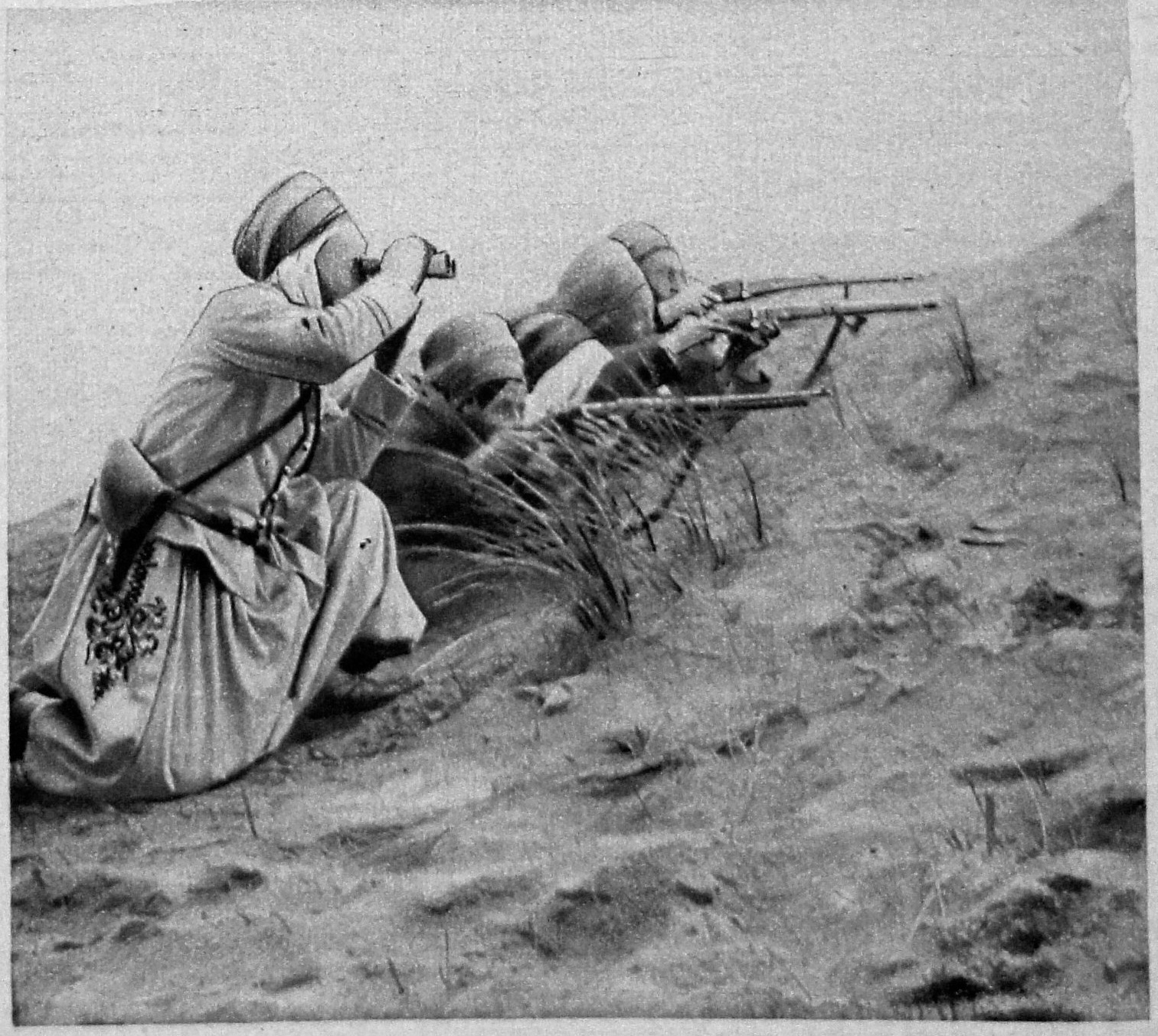
Spahis du régiment de spahis auxiliaires algériens dans les dunes de la région de Nieuport début 1915.

Les escadrons arrivent en France fin septembre 1914 et sont déployés entre Arras et Douai, puis dirigés sur Orchies et Tournai. Deux  escadrons participent à la  défense de Lille au mois d'octobre 1914. 201 spahis sont faits prisonniers avec la garnison le 12 octobre 1914, dont le lieutenant Bencherif et Christian Sarton du Jonchay,  et 26 sont portés disparus.
Après la chute de Douai et de Lille, le régiment participe aux combats dans les Flandres à Nieuport, Lombardsijde et Elverdinge.

#### 1915
S’avérant peu utiles sur le front, le commandement français prescrit le 26 juillet 1915 leur rapatriement en Algérie,. 
Entre fin septembre et début octobre 1915, les 1 690 hommes (78 officiers et 1612 hommes de troupe) et les 1 801 chevaux du régiment sont rapatriés en Algérie  depuis Marseille à bord des deux paquebots « Sidi Brahim » et  « Duc de Bragance ».
Le général Plantey, commandant la colonne mobile de Douai du 22 septembre 1914 au 1er octobre 1914, qui les avait eus sous ses ordres,  leur rend un vibrant hommage dans une lettre adressée le 15 septembre 1915 au colonel Sarton du Jonchay  et considère que « les goumiers peuvent rentrer chez eux la tête haute, fiers de ce qu'ils ont fait. »,.
Une fois en Algérie, le nombre des goumiers demandant à rester aux spahis auxiliaires étant insignifiant, le général Moinier dissout le régiment en date du 31 décembre 1915.

### Pertes
12 spahis ont été tués au combat entre le 24 septembre 1914 et le 24 avril 1915, 20 sont décédés dans les hôpitaux (3 des suites de blessures et 17 de maladie) et 47 portés disparus.

## Personnalités ayant servi au sein du régiment

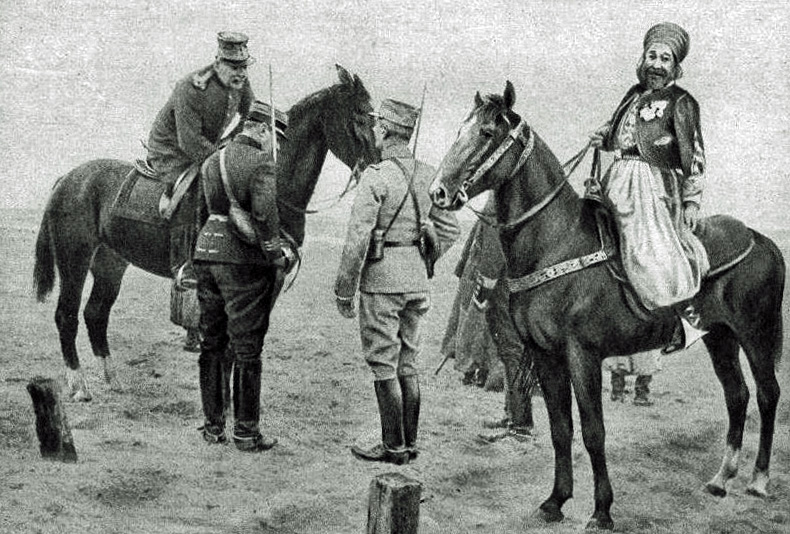
Le capitaine Khaled (à cheval) et le colonel du Jonchay (à pied au centre) début 1915.

- Emir Khaled, capitaine, Officier de la Légion d'Honneur (1915)
- Mohamed Ben Si Ahmed Bencherif, lieutenant
- Hachemi Benchennouf, lieutenant, Grand officier de la Légion d'Honneur (1945)
- Si Sahraoui Ben Mohamed ou Sahraoui Belhadj (1858-1937), capitaine, bachaga de Trézel, Grand-croix de la Légion d'Honneur (1930)[12],[13],[14],[15].
- Belkacem ben Djelloul Ferhat, fils de Djelloul Ben Lakhdar, bachagha, Grand-croix de la Legion d'Honneur (1945)[16].
- Christian Sarton du Jonchay, âgé de 16 ans et trop jeune pour s'engager, il s'engage sous le nom d'Abd el Ali ben Zanchi.
- Benchiha el Hadj ould Boumédiène (1863-1937), bachagha d'Aïn Témouchent, Grand officier de la Légion d'Honneur[17].